# ソイ・チェン
ソイ・チェン （Soi Cheang、鄭 保瑞、Cheang Pou-soi、チェン・ボウソイ、1972年7月11日 - ）は香港の映画監督、プロデューサー、脚本家。アクション作品やスリラー作品で高い評価を得ている。
主な作品に『アクシデント』『モーターウェイ』、中国大陸で10億元以上の興行収入を記録した「西遊記」シリーズ3作品（『モンキー・マジック 孫悟空誕生』、『西遊記 孫悟空 vs 白骨夫人』、『西遊記 女人国の戦い』）、『ドラゴン×マッハ!』、フランスで好成績を収めた『リンボ』、香港電影金像奨の最優秀監督賞を受賞した『マッド・フェイト』、カンヌ国際映画祭のミッドナイトスクリーニング部門に選出された『トワイライト・ウォリアーズ 決戦! 九龍城砦』がある 。

## 来歴
ソイ・チェンは1972年にマカオで生まれ、11歳で香港へ移住し旺角(モンコック)地区で育った。
19歳で香港電台の番組『家在香港』で制作スタッフを務め、その後、映画業界でも場務を務めた後、1992年、映画『她來自胡志明市』で初めて副監督を務め、1995年にはリンゴ・ラムの監督作『復讐のプレリュード』で副監督を務めた。
その後、ウォン・ジンの映画会社に入り、半年のうちに5部の映画の副監督を務めた。この5部の中にはアンドリュー・ラウ監督、イーキン・チェン主演の『古惑仔』シリーズの１作目『欲望の街・古惑仔I / 銅鑼湾（コーズウェイベイ）の疾風』および2作目『新・欲望の町 古惑仔疾風、再び』も含まれている。ウォン・ジンの映画会社を退職後、1997年に香港無線電視(VTB)に入社するが、ウィルソン・イップ監督の『誤人子弟』(1997)の撮影が始まると、退職してこの映画の制作に加わった。　
1999年には、初の監督作品『第100日』を撮影した。この映画は、テレビ映画専門の撮影スタジオである中大電影創作室で、88,000香港ドルの資金と5日間の撮影で製作された実験的な作品であった。中大電影創作室では、その後、『水着青春救生』『摩登姑婆屋』『發光石頭』を撮影した。この時、『發光石頭』の脚本を担当したのは歐健兒で、彼女は後に『トワイライト・ウォリアーズ 決戦! 九龍城砦』(2024)の脚本も担当している。
2001年に初の商業映画『ノイズ 』を監督し、その後も『カルマ2』『古宅心慌慌』など多数のホラー映画を監督した。
2008年には、ジョニー・トーらが率いる映画制作会社、銀河映像に参加。2012年には、カーアクション映画『モーターウェイ』で第19回香港電影評論学会大奨の最優秀作品賞、最優秀監督賞を受賞。2014年には中国大陸の映画界に進出し、「西遊記」シリーズ3部作をヒットさせた。近年は拠点を香港に戻し、フランスでも高評価を受けた『リンボ 』、香港電影金像奨の最優秀監督賞を受賞した『マッドフェイト』を監督。さらに『トワイライト・ウォリアーズ 決戦! 九龍城砦』はカンヌ国際映画祭のミッドナイト・スクリーニング部門で上映され、香港映画の歴代観客動員数1位に輝いた。

## 映画

### 監督作品
- 1999　第100日
- 1999　水着青春救生
- 1999　摩登姑婆屋
- 2000　發光石頭
- 2001　ノイズ　恐怖熱線之大頭怪嬰
- 2002　カルマ2　熱血青年
- 2003　古宅心慌慌
- 2004　愛·作戰
- 2004　追擊8月15
- 2005　怪物
- 2006　ドッグ・バイト・ドッグ　狗咬狗
- 2007　軍鶏 Shamo　軍雞
- 2009　アクシデント　意外
- 2012　モーターウェイ（中国語版）　車手
- 2014　モンキー・マジック 孫悟空誕生　西遊記之大鬧天宮
- 2015　ドラゴン×マッハ!　殺破狼II
- 2016　西遊記 孫悟空 vs 白骨夫人　西遊記之孫悟空三打白骨精
- 2018　西遊記 女人国の戦い　西遊記·女兒國
- 2021　リンボ　智齒
- 2023　マッド・フェイト（中国語版）　命案
- 2024　トワイライト・ウォリアーズ 決戦! 九龍城砦　九龍城寨之圍城

### プロデュース作品
- 2015　衝鋒車（監督：劉浩良）
- 2017　狂獣 欲望の海域　狂獸（監督：李子俊）
- 2019　ファストフード店の住人たち　麥路人（監督：黃慶勳）
- 2020　征途 －英雄へのバトルロード－　征途（監督：テディ・チャン）
- 2023　斷網　（監督：黃慶勳）
- 2023　第八個嫌疑人（監督：李子俊。謝国豪と共同プロデュース）

## テレビドラマ

### プロデュース
- 2020　獵夢特工

## 主な受賞歴
| 年   | 賞                                              | 部門         | 作品                                          | 結果       |
| ---- | ----------------------------------------------- | ------------ | --------------------------------------------- | ---------- |
| 2003 | 第22回香港電影金像奨                            | 傑出青年監督 | 『カルマ2』                                   | ノミネート |
| 2005 | 第5回華語電影傳媒大獎（中国語映画メディア大賞） | 最優秀監督   | 『愛·作戰』                                   | ノミネート |
| 2012 | 第19回香港電影評論学会大奨                      | 最優秀監督   | 『モーターウェイ』                            | 受賞       |
| 2013 | 第32回香港電影金像奨                            | 最優秀監督   | 『モーターウェイ』                            | ノミネート |
| 2015 | 第22回香港電影評論学会大奨                      | 推薦電影     | 『ドラゴン×マッハ!』                          | 受賞       |
| 2020 | 第39回香港電影金像奨                            | 最優秀作品   | 『ファストフード店の住人たち』                | ノミネート |
| 2022 | 第28回香港電影評論学会大奨                      | 最優秀監督   | 『リンボ』                                    | ノミネート |
| 2022 | 第40回香港電影金像奨                            | 最優秀監督   | 『リンボ』                                    | ノミネート |
| 2022 | 第59回金馬奨                                    | 最優秀監督   | 『リンボ』                                    | ノミネート |
| 2024 | 第30屆香港電影評論学会大奨                      | 最優秀作品   | 『第八個嫌疑人』                              | ノミネート |
| 2024 | 第30屆香港電影評論学会大奨                      | 推薦電影     | 『第八個嫌疑人』                              | 受賞       |
| 2024 | 第30屆香港電影評論学会大奨                      | 最優秀監督   | 『マッド・フェイト』                          | ノミネート |
| 2024 | 2023年度香港映画監督協会年度大賞                | 最優秀監督   | 『マッド・フェイト』                          | 受賞       |
| 2024 | 第42回 香港電影金像奨                           | 最優秀監督   | 『マッド・フェイト』                          | 受賞       |
| 2024 | 第57回シッチェス・カタロニア国際映画祭          | 最優秀監督   | 『トワイライト・ウォリアーズ 決戦! 九龍城砦』 | 受賞       |
| 2025 | 第31回香港電影評論学会大奨                      | 最優秀監督   | 『トワイライト・ウォリアーズ 決戦! 九龍城砦』 | ノミネート |
| 2025 | 2024年度香港映画監督協会年度大賞                | 最優秀監督   | 『トワイライト・ウォリアーズ 決戦! 九龍城砦』 | 受賞       |
| 2025 | 第43回香港電影金像奨                            | 最優秀監督   | 『トワイライト・ウォリアーズ 決戦! 九龍城砦』 | 受賞       |